# گیرگار، ویکتوریا
گیرگار (به انگلیسی: Girgarre) یک شهرک در استرالیا است که در ویکتوریا (استرالیا) واقع شده‌است.